# Spedycja
Spedycja – działalność polegająca na organizowaniu przewozu towaru.
Do wyodrębnienia działalności spedycyjnej, w ramach działającego systemu transportowego przyczyniły się dwie przesłanki:
- handlowa – sprowadzająca się do efektu rozdzielenia się praw własności towaru od podjęcia się wykonawstwa usługi jego dystrybucji;
- czynnościowa – doprowadzająca do powstania funkcji przewoźnika, reprezentującego struktury podażowe rynku usług transportowych, oraz funkcji zamawiającego usługę przewozu, który reprezentuje struktury popytowe rynku usług spedycyjnych.

Spedytor jest to osoba prawna lub fizyczna (przedsiębiorca), której celem działania jest organizowanie przewozu ładunków. Spedytor za odpowiednią opłatą świadczy usługi spedycyjne na rzecz osób prawnych lub fizycznych, względnie na potrzeby własne. Organizuje przewóz, wystawia dokumenty spedycyjne (listy przewozowe w zależności od użytego do transportu towaru środka transportowego, np. CMR/list przewozowy- transport samochodowy; COTIF/SMGS- transport kolejowy; konosament/morski list przewozowy; AWB/lotniczy list przewozowy) W znaczeniu potocznym mianem spedytora określa się przedsiębiorstwa spedycyjne.
Spedycją będzie zaś każda działalność gospodarcza polegająca na organizowaniu przewozu ładunków na zlecenie osoby prawnej lub fizycznej i na wykonaniu niezbędnej grupy czynności dodatkowych, wynikających ze specyfiki zlecenia. Spedycja, jak każda działalność gospodarcza, podlega wielu klasyfikacjom. Na otwartym rynku transportowym, na którym panuje konkurencja doskonała, wyjściowym podziałem spedycji staje się klasyfikacja według dostępności do jej nabycia.
Spedycja obok transportu i logistyki jest jednym z elementów branży TSL (transport-spedycja-logistyka).

## Podział

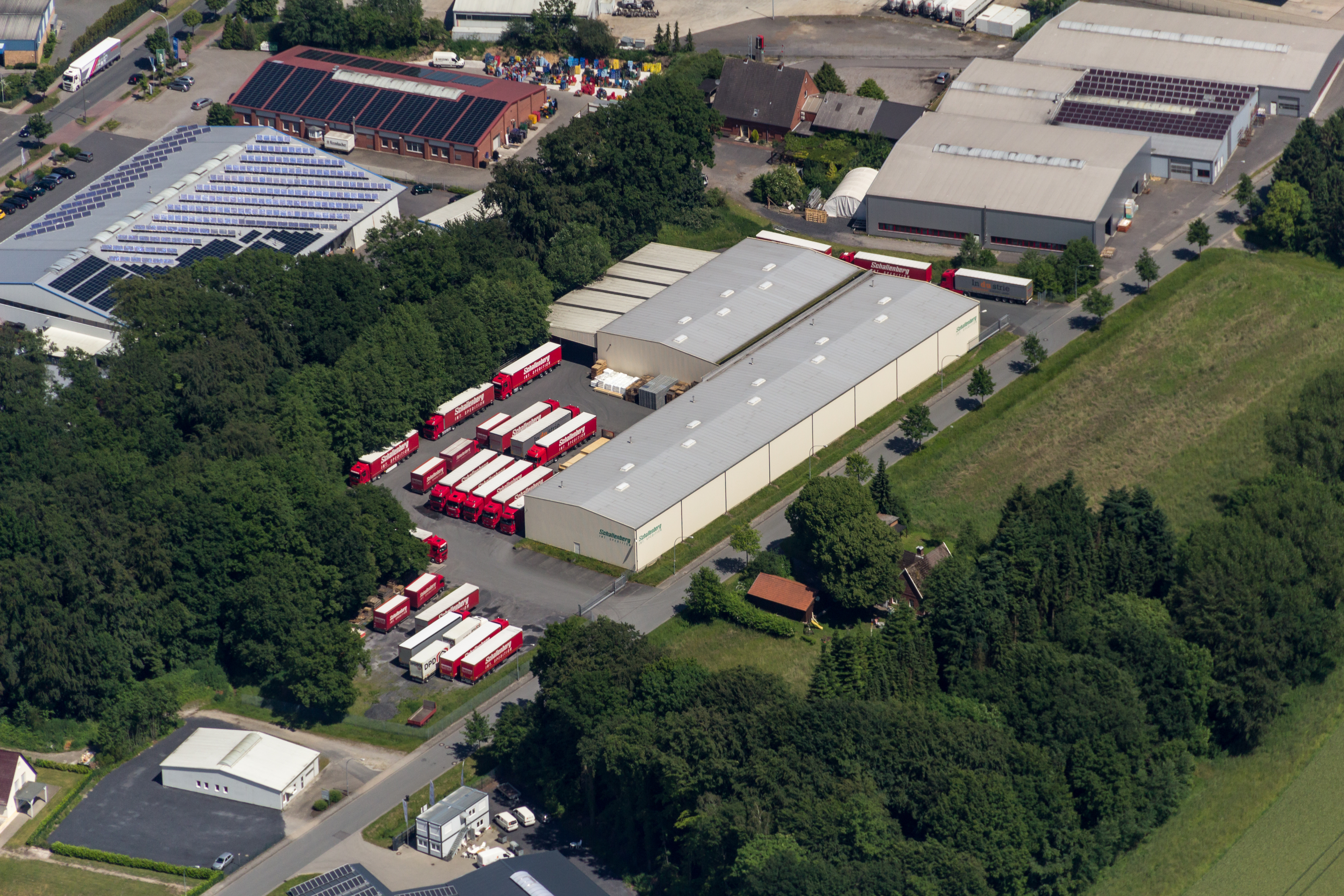
Centrum spedycyjne w Niemczech

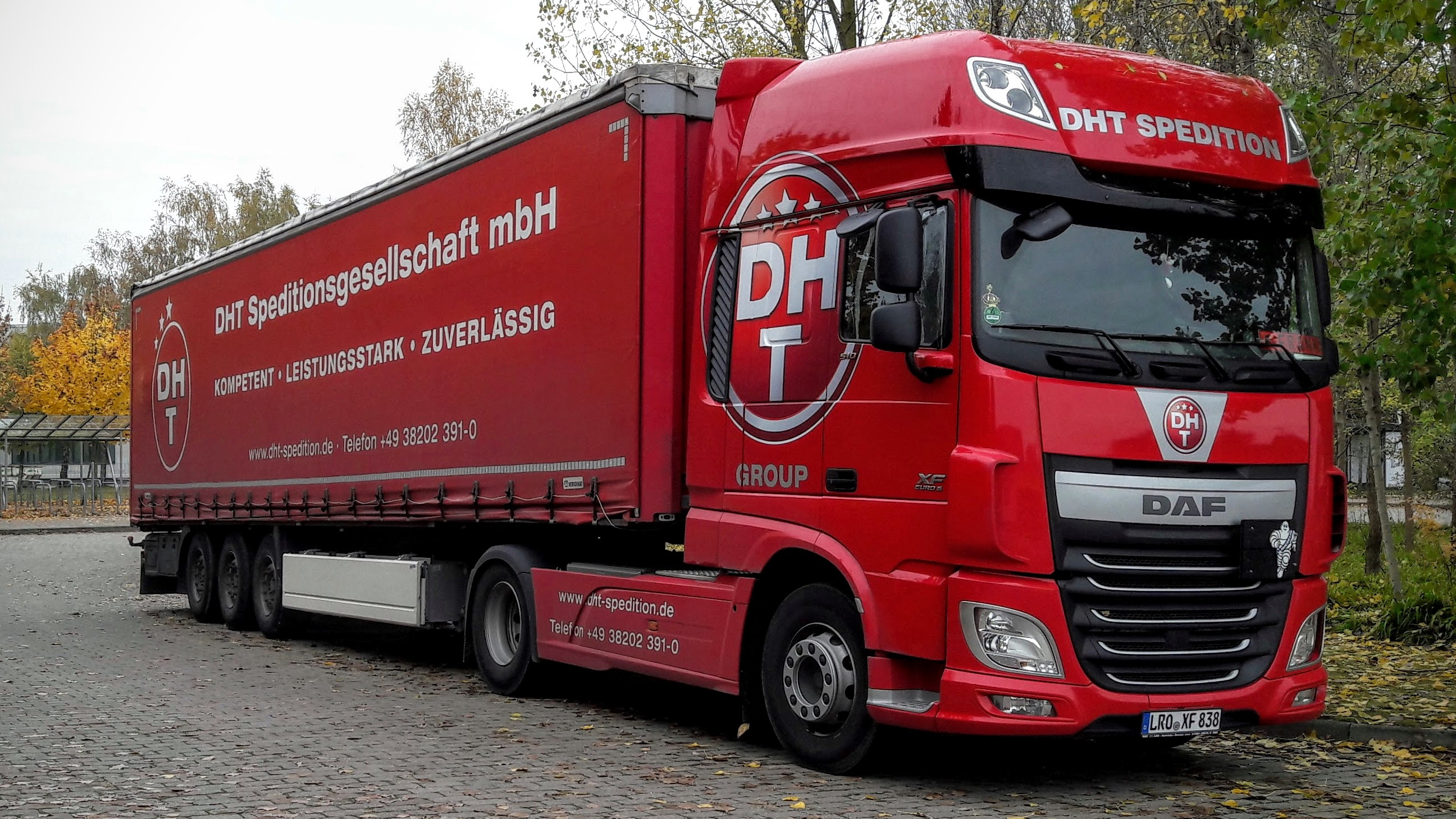
Samochód ciężarowy wykorzystywany do spedycji

Wyróżnić można spedycję będącą usługą materialną oraz spedycję będącą świadczeniem nieodpłatnym.
Spedycja będąca usługą materialną, czyli przeznaczoną na sprzedaż, ma charakter działalności publicznej, do której dostęp, zgodnie z zasadami rynkowymi, musi być nieograniczony. Skorzystać z usługi spedycyjnej może każdy uczestnik rynku.
Spedycja jako świadczenie nieodpłatne jest elementem szerszego procesu gospodarczego, do którego dostęp ma wyłącznie jego bezpośredni wytwórca. Wywołuje on wówczas działanie spedycyjne, jednak zamyka się ono w ramach organizacji wykonującej pewien szerszy produkt finalny.
W praktyce gospodarczej spedycja taka ma nazwę spedycji własnej i jej cechą charakterystyczną jest brak ceny sprzedaży, a koszty z nią związane są wkalkulowane w ciężar kosztów innej produkcji finalnej.
Z punktu widzenia złożoności procesu spedycyjnego istotnym podziałem tej działalności jest wyodrębnienie:
- spedycji gałęziowej, w której całość pracy wykonywana jest przez użycie jednego rodzaju środka przewozowego;
- spedycji intermodalnej, w ramach której angażuje się pracę nie jednej gałęzi transportu; spedytor występuje tu już w postaci tzw. operatora transportu multimodalnego (MTO), który bierze odpowiedzialność za kompleksową całkowitą obsługę przemieszczenia ładunku (od miejsca nadania do miejsca wydania), korzystając z jednego uniwersalnego dokumentu transportowego, pomimo korzystania z usług wielu różnych gałęzi przewozu.

W ramach spedycji gałęziowej wyróżnia się spedycję kolejową, spedycję lotniczą, spedycję morską, spedycję samochodową, spedycję żeglugi śródlądowej. Dla każdej z tych gałęzi stosuje się charakterystyczną dokumentację transportową.
Wyróżnia się również spedycję międzynarodową oraz spedycję krajową. Podział ten ma szczególne znaczenie w sposobach organizacji jednostek gospodarczych spedycji, z uwagi na fakt statutowych deklaracji przedsiębiorstw w sprawie zakresu świadczenia własnych usługi.

## Zakres wykonywanych czynności
Działalność spedycyjna obejmuje swoim zasięgiem szereg czynności, które umownie dzieli się na:
- czynności wykonywane przez spedytora – nazywane spedycją właściwą,
- czynności organizowane przez spedytora, w skład których wchodzą czynności przemieszczania i czynności dodatkowe.

### Spedycja właściwa
Za spedycję właściwą uważa się wykonywanie następujących czynności:
- przyjmowanie zleceń spedycyjnych i udzielanie porad związanych z procesami spedycyjnymi,
- wybór środka transportu,
- zawieranie umów o przewóz,
- ubezpieczanie przesyłki,
- sporządzanie dokumentacji transportowej,
- odbiór przesyłki od nadawcy,
- przygotowanie przesyłki do przewozu,
- nadanie przesyłki na środek transportu wraz z dokumentacją transportową,
- odbiór przesyłki ze środka transportowego oraz właściwej dokumentacji,
- odprawa celna,
- przekazanie przesyłki odbiorcy.

Spedytor organizując czynności przemieszczania, staje się odpowiedzialny za wykonanie na rzecz przesyłki:
- dowozu,
- odwozu,
- przewozu,
- załadunku,
- wyładunku,
- przeładunku.

### Czynności dodatkowe
Czynności dodatkowe obejmują:
- składowanie przesyłki,
- podjęcie należności za dostarczoną przesyłkę,
- przeprowadzenie cesji praw do przesyłki,
- sprzedaż przesyłki,
- awizowanie.

W przypadku gdy firma spedycyjna wykonuje tylko czynności określone mianem spedycji właściwej, jest tzw. spedytorem czystym. Jeżeli natomiast jest w stanie własnym potencjałem wykonywać czynności przemieszczania oraz czynności dodatkowe, realizuje tzw. spedycję mieszaną.
Specyfiką działalności spedycyjnej są bez wątpienia zasady kształtowania cen za konkretne usługi i do pewnego stopnia przeprowadzany rachunek kosztów.

## Ceny usług spedycyjnych
Ceny usług spedycyjnych mają charakter stawek umownych, chociaż występują zarówno w postaci negocjowanej, jak i taryfowej.
Występują one w trzech postaciach:
- ryczałtu spedycyjnego,
- stawek czynnościowych,
- prowizji spedytorskiej.

### Ryczałt spedycyjny
Ryczałt spedycyjny jest ceną negocjowaną, ustalaną na etapie zawierania umowy spedycyjnej. Nie zawiera kalkulacji szczegółowej i nie jest kwotą globalną.
O poziomie ryczałtu spedycyjnego decydują:
- pracochłonność zleconego zadania spedycyjnego,
- wielkość przesyłki i jego podatności transportowej,
- relacja, na której odbywa się przemieszczenie ładunku i w związku z tym jego obsługa,
- zakres czynności dodatkowych, które będą towarzyszyć przemieszczeniu.

### Stawki czynnościowe
Stawki czynnościowe są cenami za wykonanie ściśle określonych prac spedycyjnych. W związku z tym są taryfowane i w pewnym okresie nie ulegają zmianie. Taryfy stawek czynnościowych ogłaszają duże przedsiębiorstwa spedycyjne, o istotnym strumieniu jednorodnych zleceń. Negocjowanie każdorazowo ceny za wykonanie typowych usług spedytorskich nie jest ekonomicznie uzasadnione.

### Prowizje spedytorskie
Prowizje spedytorskie stosuje się tylko w przypadkach, w których ujawnia się wartość transakcji handlowej bądź ostateczną wartość sprzedanych ładunków. Spedytor ma wtedy udział w całości operacji gospodarczej. Prowizja spedytorska zależy wówczas od sprawności przebiegu całego procesu transportu i handlu, jednak jest istotnym bodźcem dla szczególnie starannego wykonania swoich zadań.

## Historia spedycji
Za początek spedycji uznaje się XV wiek. Czynnikami, które wywarły bezpośredni wpływ były prawo składu oraz przymus drożny. Prawa te nakazywały składować towary we wszystkich miastach na drodze kupca objętych przymusem drogowym. Długie przestoje w przejazdach przysparzały strat kupcom. Wykształcił się wtedy tzw. pozorny nabywca. Składał on oświadczenie o nabyciu towaru, który jednak pozostawał w posiadaniu pierwotnego właściciela. Pozorny nabywca wysyłał towar we własnym imieniu, jednak na koszt cudzy i w miejsce wskazane przez pierwotnego właściciela. Ponadto do zadań „pozornego nabywcy” należało pośrednictwo fachowe w gestii wyboru drogi, środka transportu, przygotowania transportu, składowania czy konwojowania.
Dalszy rozwój spedycji nastąpił wraz z pojawieniem się maszyny parowej w XIX wieku. Kupcy, którzy nie byli rozeznani w zastosowaniach i liniach nowego środka transportu zaczęli korzystać z wyspecjalizowanych firm, które świadczyły usługi polegające na planowaniu przewozów. W ciągu kilku dziesięcioleci następował dalszy rozwój techniczny transportu oraz praw taryfowych i handlowych. Wymusiło to powstanie firm świadczących kompleksowe usługi, tj. planowania przewozów, pośrednictwa handlowego, wypełniania dokumentów itp.